# Max-Planck-Institut für Radioastronomie
Das Max-Planck-Institut für Radioastronomie (MPIfR) befindet sich in Bonn-Endenich in Nordrhein-Westfalen.
Die Hauptarbeitsgebiete des Institutes sind die Radioastronomie und die Infrarotastronomie. Gegründet wurde das Max-Planck-Institut für Radioastronomie im Jahr 1966. Von da an wurde der Aufbau des 100-Meter-Radioteleskop Effelsberg in Bad Münstereifel-Effelsberg in Angriff genommen, dessen Inbetriebnahme im Jahr 1972 stattfand.
Neben dem MPIfR ist auch das Argelander-Institut für Astronomie der Universität Bonn in dem Gebäudekomplex angesiedelt.

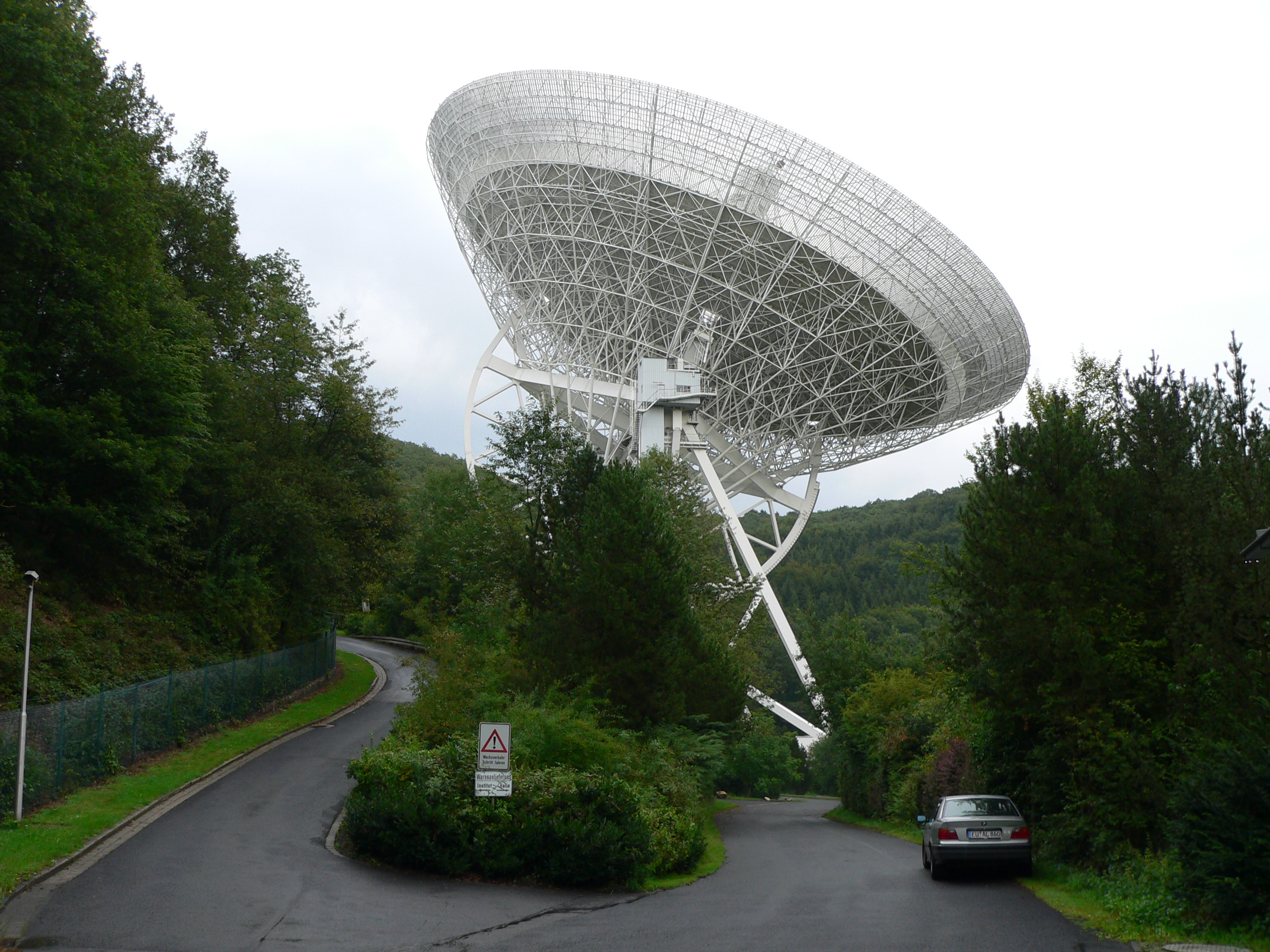
Radioteleskop Effelsberg

## International Max Planck Research School (IMPRS)
Am Institut ist die International Max Planck Research School for Astronomy and Astrophysics angesiedelt. Die IMPRS ist eine Doktorandenschule, deren Programme auf Englisch durchgeführt werden. Sie besteht seit 2001 und ist eine Kooperation zwischen dem MPI für Radioastronomie, dem Argelander-Institut für Astronomie der Universität Bonn und dem 1. Physikalischen Institut der Universität zu Köln. Sprecher der IMPRS ist J. Anton Zensus.